# Tetrabiblos
Tetrabiblos (em grego: Τετράβιβλος), também chamado de Apotelesmatiká ou Quadripartitum, é um texto que aborda a filosofia e a prática da astrologia, escrito no século II por Cláudio Ptolomeu.
O tratado matemático Almagesto funcionou como um texto fidedigno sobre astronomia por mais de mil anos e, o Tetrabiblos, seu volume complementar, foi igualmente influente na astrologia, tendo estudado os efeitos os ciclos astronômicos da Terra. No entanto, enquanto o Almagesto como trabalho fidedigno astronômico foi substituído pela aceitação do modelo heliocêntrico do Sistema Solar, o Tetrabiblos continua sendo um importante ensaio teórico para a astrologia.
Apesar de delinear as técnicas de prática astrológica, a defesa filosófica de Ptolomeu acerca do assunto como estudo natural e benéfico ajudou a garantir a tolerância ideológica em relação à astrologia na Europa Ocidental durante a Idade Medieval. Isso, portanto, permitiu que os ensinamentos ptolomaicos sobre astrologia fossem incluídos nas universidades durante o Renascimento, o que trouxe impacto associado à medicina e à literatura.
A importância histórica do Tetrabiblos é atestada por muitas das análises antigas, medievais e renascentistas que publicaram sobre o assunto. O livro foi copiado, comentado, parafraseado, condensado e traduzido para diversas línguas. A mais recente edição crítica da Grécia, postulada por Wolfgang Hübner, foi publicada por Gunther Teubner em 1998.